# ISEE 3
ISEE 3 is een satelliet voor zonneonderzoek, gelanceerd in 1978. De naam vormt de afkorting van International Sun-Earth Explorers. Het vaartuig maakte deel uit van een gezamenlijk ESA/NASA project, dat bestond uit drie kunstmatige satellieten: ISEE 1, ISEE 2 en ISEE 3. De eerste twee werden een jaar eerder gelanceerd.

## Ontstaan van I.M.S.
Door een internationale overeenkomst ontstond de I.M.S., Internationale Magnetosferische Studie, over een periode van drie jaar: 1976 tot 1979. Deze had als doel het bestuderen van de effecten van zonne-activiteit op het dagelijkse weer, de lange termijn effecten van het interplanetair magnetisch veld en zonnewind op het weer vaststellen en het onderzoeken van de effecten van de zon op de ionosfeer betreffende ozonniveaus, navigatie en communicatie.
Deze onderzoekingen vonden niet alleen plaats door ESA en NASA. Andere sondes uit diverse landen waren eveneens met instrumenten hiervoor uitgerust; met name de Sovjet-Unie toonde zich een goede partner. Door goede onderlinge afspraken voerden deze kunstmanen niet allemaal dezelfde meetapparatuur mee, maar vulde de ene kunstmaan de anderen aan. Naast ISEE 1, 2 en 3 maakten de volgende ruimtesondes deel uit van de I.M.S.:
- ESA-GEOS 1 en 2 (ESA)
- Kyokko (EXOS-A) en Jikiken (EXOS-B) (Japan)
- Prognoz 4 & 5 (Sovjet-Unie)
- Interkosmos 14 & 18 (Sovjet-Unie)
- Venera 9 & 10 (Sovjet-Unie)

Deze verkenners waren niet allemaal specifiek voor zonneonderzoek ontworpen, zo deden beide Venera's dat er bij tijdens hun vlucht naar Venus. Interkosmos 18 voerde een mini-satelliet uit Tsjechië mee voor onderzoek naar magnetosfeer en ionosfeer.

## Zonneobservatie

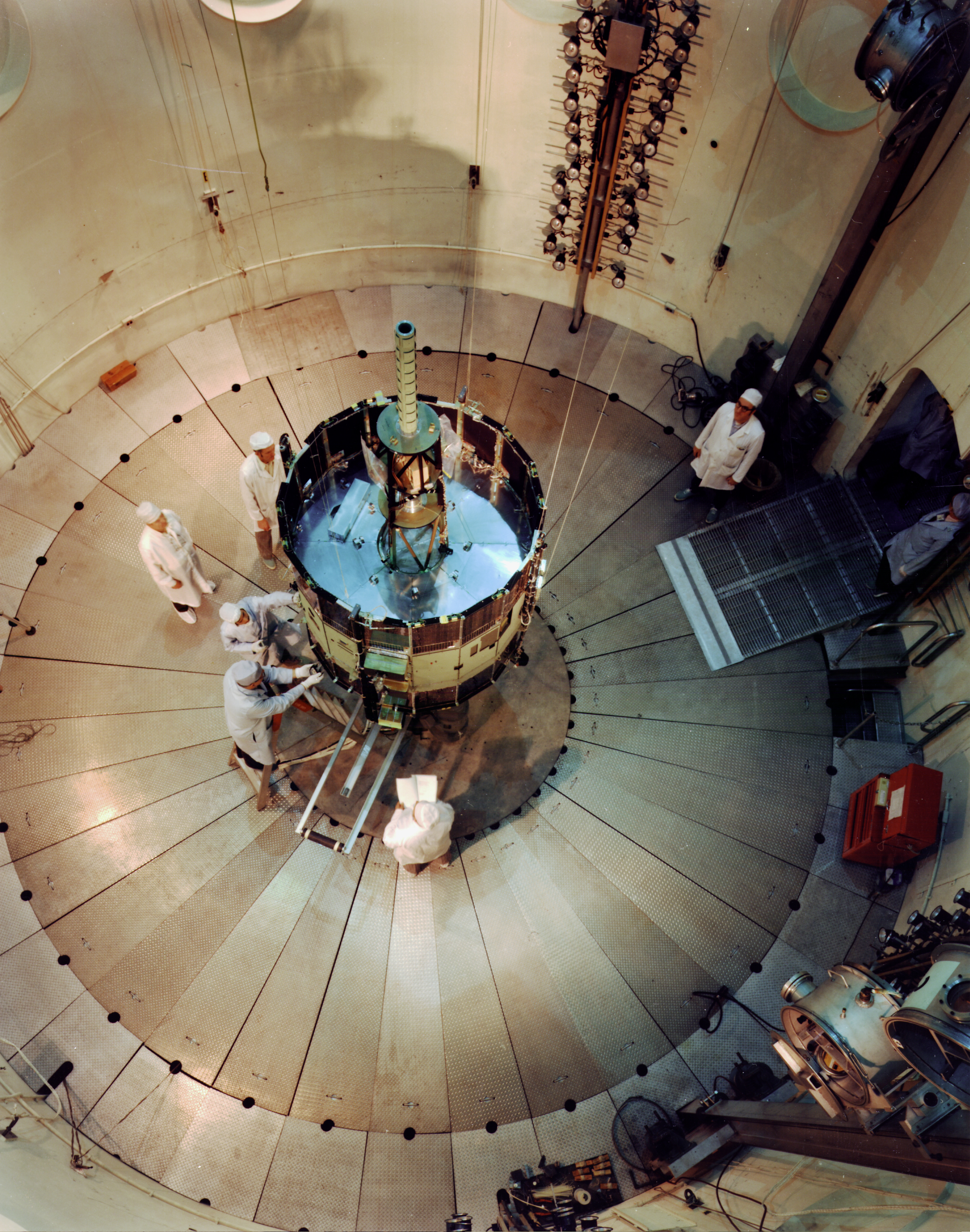
De ISEE 3 in de testkamer in november 1976.

DE ISEE 3 werd gelanceerd op 12 augustus 1978 met een Delta draagraket vanaf Cape Canaveral AFS Lanceercomplex 17B. Het gewicht bedroeg 390 kg en hij beschikte over een vermogen van 173 W. Het toestel had 16 zijden, een diameter van 1,70 m en had een hoogte van 1,60 m.
De ISEE 1 en 2 kwamen in sterk elliptische banen, daarentegen stond ISEE 3, als eerste ruimtevaartuig, in een halo-baan (het stond niet op een vaste L-positie, maar draaide er in kleine rondjes omheen) op het Lagrangepunt L1 en wentelde twintigmaal per minuut om zijn as die was uitgelijnd op de ecliptica. Het toestel observeerde voortdurend de veranderingen in de interplanetaire ruimte in de omgeving van de Aarde. Hierdoor nam ISEE 3 de actuele situatie een uur eerder waar dan 1 en 2, wat wetenschappers inzicht verschafte in veranderingen met betrekking tot tijd en afstand. De drie kunstmanen maten de interactie tussen de zonnewind en magnetosfeer van de Aarde. De metingen van ISEE 3 vergeleken de geleerden met de meetresultaten van ruimtevaartuigen die op grote afstand van de Aarde vlogen.

## Op kometenjacht
Deze ruimtevlucht kende echter meerdere doelen. De tweede fase van de missie begon op 10 juni 1982, toen ISEE 3 zijn Lagrangepunt L1 verliet voor diverse passages van punt L2 om de buitenste grenzen van de Aardse magnetosfeer te verkennen en voor een rendez-vous met de komeet 21P/Giacobini-Zinner. Na diverse passages door de magnetosfeer en geholpen door de zwaartekracht van de maan tijdens fly-by's in maart, april, september en oktober passeerde de sonde op 22 december 1983 de maan op slechts 119,4 km afstand. Door deze laatste passage vloog ISEE 3 de vrije ruimte in en lag nu op een onderscheppingskoers naar 21P/Giacobini-Zinner. De vijf maanpassages waren gepland, maar in plaats van de geplande vier waren vijftien baancorrecties nodig met de stuurraketten.
NASA wijzigde de naam van hun verkenner vervolgens naar International Cometary Explorer (ICE), die nu in een heliocentrische baan iets voor de Aarde uitvloog. ICE vloog vervolgens op 11 september 1985 op een afstand van 7862 km van de komeetkern door de coma om de reacties tussen coma en zonnewind vast te leggen. Vervolgens vloog het toestel in maart 1986 tussen de zon en de komeet van Halley door en werd zo het eerste ruimtevaartuig dat twee kometen onderzocht. In 1991 verlengde NASA de missie voor verdere waarnemingen van plasmawolken en kosmische straling. Vanaf mei 1995 stonden de metingen op een laag pitje en op 5 mei 1997 schakelde NASA hun sonde uit.

## Einde winterslaap?
Vanaf januari 1990 bevond ICE zich in een baan met een perihelium van 0,93 AE, een aphelium van 1,03 AE met een inclinatie van 0,1° bij een omlooptijd van 355 dagen. ICE haalde de Aarde dus langzaam in en kwam in augustus 2014 weer in de directe nabijheid. NASA was niet voornemens nog iets met hun ruimtevaartuig te beginnen. Het Deep Space Network beschikte niet meer over bepaalde noodzakelijke apparatuur en hernieuwde installatie hiervan bracht onverantwoord hoge kosten met zich mee.
Maar dit was tegen het zere been van een groep amateur-wetenschappers, die het ding door de jaren heen bleven volgen. Als NASA toch geen geld meer in de ICE wenste te steken, dan konden ze het net zo goed zelf proberen. Via crowdfunding harkten zij 160.000 dollar binnen en benaderden NASA om toestemming om contact met hun kunstmaan op te nemen. Een nauwkeurige positiebepaling van ICE kostte 25.000 dollar. De ruimtevaartorganisatie ging overstag en stemde toe. Zo geschiedde dat een groepje enthousiaste avonturiers, na een collecte en vanuit een voormalig McDonald's-restaurant, met behulp van een paar laptops radiocontact met ISEE 3 zocht.
Eind jaren negentig functioneerden er van de dertien wetenschappelijke instrumenten nog twaalf. De nieuwe "vluchtleiding" hoopte via een grote radiotelescoop ICE uit zijn winterslaap te halen en bij voldoende brandstof op een nieuwe koers naar een andere komeet te zetten. Dit vereiste echter grote spoed: de noodzakelijke baancorrectie moest medio juni 2014 zijn afgerond. De sonde moest onder andere de maan op een zeer geringe hoogte van 50 km passeren.
Op 3 juni, met behulp van de radiotelescoop in Arecibo op Puerto Rico, kreeg men contact met het vaartuig dat informatie overseinde over de technische toestand aan boord. Op 5 juni gaf NASA toestemming om met de sonde te communiceren en instructies door te seinen. Zowel de boordinstrumenten als energievoorziening leken, zeker voor een satelliet die al 36 jaar door het heelal vloog, in redelijk goede conditie. Begin juli leek de voorraad stikstof, bedoeld als drijfgas voor de op hydrazine functionerende stuurraketten, uitgeput; na proeven met deze twaalf raketjes sloot men een storing in de brandstofkleppen namelijk uit. Hierop boden diverse deskundigen het team hun hulp aan. Bij een volgende poging tot baanwijziging op 18 juli veranderde de sonde licht van koers.
Maar het lukte niet meer om de stuurraketten te activeren. Op 10 augustus 2014 passeerde ISEE 3 de maan op een afstand van 15.600 km, om voor langere tijd in de diepten van het heelal te verdwijnen. Rond 2031 zal de sonde weer in de buurt van de Aarde komen.
Zodoende liet ISEE 3 zijn oude baas, de heer Robert W. Farquhar (later een van de drijvende krachten achter Pluto-missie New Horizons), achter met een stevige kater. Toen deze in 1987 voor de laatste maal de stuurraketten activeerde, zette hij het ruimtevaartuig opzettelijk op een koers naar de Aarde. Verwachte aankomstdatum: 10 augustus 2014. Op de vraag of hij iets in de planning had over 17 jaar antwoordde de 81-jarige Farquhar: "Hah! No !"